# Jacobo Rauskin
Jacobo A. Rauskin (Villarrica, 13 de diciembre de 1941-Asunción, 6 de mayo de 2024) fue un poeta paraguayo, considerado uno de los más representativos.
Comenzó a publicar desde los años 60 y hasta la fecha ha publicado más de una veintena de libros de poemas entre ellos La noche del viaje (1988, Premio La República de 1989) y La canción andariega (1991, Premio El Lector). Sus poemas han aparecido en diversas revistas y publicaciones antológicas paraguayas y extranjeras. Ha recibido numerosos galardones entre los más importantes se halla el Premio Nacional de Literatura 2007, en Paraguay, la condecoración Orden del Poder Popular, en Venezuela, en 2010 y el Premio Rosa de Cobre, en Argentina, en 2014 a la trayectoria.
Fue miembro de la Academia Paraguaya de la Lengua Española y miembro correspondiente de la Real Academia Española. Enseñó literatura en la Universidad Católica de Asunción y dirige la Biblioteca Municipal Augusto Roa Bastos de dicha ciudad.

## Obra
- Por el camino viejo (Editorial Arandurã, 2023, Asunción, Paraguay)
- Señales en el sur (Editorial Arandurã, 2018, Asunción, Paraguay)

- El aparente fin de todas las cosas (Editorial Verbum, 2017, Madrid, España)

- Elogio de la lluvia leve (Editorial Arandurã, 2016)

- El sueño derramado (Universidad Veracruzana, 2015, Xalapa, México)

- Continuación del ayer (Editorial Arandurã, 2015)

- La rosa encendida (Editorial Arandurã, 2014 - Melón editora, 2014, Buenos Aires)

- Esa mansa tristeza (Editorial Arandurã, 2013 - Melón editora, 2013, Buenos Aires) (Ahí va Eva en la edición argentina)

- Estrella estremecida (Editorial Arandurã / La cabra ediciones, 2012, Asunción / México - Ediciones del Dock, 2012, Buenos Aires)

- El arte de la sombra (Editorial Arandurã, 2011 - Ediciones del Dock, 2011, Buenos Aires)

- Las manos vacías (Editorial Arandurã, 2010 - editorial lisboa, 2013, Buenos Aires)

- Los años en el viento (Editorial Arandurã, 2008)

- Espantadiablos (Editorial Arandurã, 2006 - Premio Nacional de Literatura, 2007)

- La rebelión demorada (Editorial Arandurã, 2005)

- El ciervo herido y otros poemas (editado en Poesía reunida - Editorial Arandurã, 2004)

- Doña ilusión (Editorial Arandurã, 2003)

- El dibujante callejero (Editorial Arandurã, 2002)

- Andamio para distraídos (Editorial Arandurã, 2001)

- La ruta de los pájaros (Editorial Arandurã, 2000)

- Pitogué (Editorial Arandurã, 1999)

- Adiós a la cigarra (Editorial Arandurã, 1997)

- La calle del violín allá lejos (Editorial Arandurã, 1996)

- Fogata y dormidero de caminantes (Editorial Arandurã, 1994 - Premio Municipal de Literatura, 1996)

- Alegría de un hombre que vuelve (Lomal Clavel, 1992)

- La canción andariega (Editorial Lomal Clavel, 1991 - Premio El Lector)

- La noche del viaje (Editorial Lomal Clavel, 1988 - Premio La República, 1989)

- Jardín de la pereza (Editora Alcándara, 1987)

- Naufragios (Editora Alcándara, 1984)

- Casa perdida (Fondo Editor Paraguayo, 1971)

- Linceo (Ediciones Péndulo, 1965)

- Oda (Ediciones Péndulo, 1964)

## Recopilaciones y antologías de su obra
- Cocina antigua y otros poemas (Editorial Arandurã, 2020, Asunción, Paraguay)
- Poemas selectos (Editorial Pre-textos, colección La Cruz del Sur, 2018, Madrid, Valencia, España - Buenos Aires, Argentina)

- Ariadna (Ediciones Estampa, 2016, Madrid), con ilustraciones de Nuria Rodríguez

- Hojas de un largo cancionero (Editorial Arandurã, 2014)

- En las afueras del mundo (Melón editora, 2012, Buenos Aires)

- Poesía reunida (Editorial Arandurã, 2004. Tercera edición, 2011)

- La nave (Ediciones del Dock, 2010, Buenos Aires)

- Un día pasa un pájaro y otros poemas (incluye un CD con la voz del autor - Editorial Arandurã, 2008)

- Poemas viejos (2001)

- Poesía 1991-1999 (incluye un ensayo de Ronald Haladyna: La poesía de Jacobo A. Rauskin - Editorial Arandurã, 2000)

- Canciones elegidas (Libros de Tierra Firme, 1998, Buenos Aires - Editorial Arandurã, 1998, Asunción)